# Perizoma planior
Perizoma planior là một loài bướm đêm trong họ Geometridae.